# Генеральное консульство США в Санкт-Петербурге
Генеральное консульство США в Санкт-Петербурге (англ. U.S. Consulate General in St. Petersburg) — бывшая дипломатическая миссия США в Санкт-Петербурге, предоставлявшая консульские услуги российским и американским гражданам на северо-западе России. Генконсульство располагалось в Центральном районе Санкт-Петербурга, по адресу: Фурштатская улица, дом 15. По требованию властей России генеральное консульство прекратило свою работу 30 марта 2018 года.

## История
Изначально официальное американское дипломатическое представительство в Российской империи располагалось в Санкт-Петербурге с момента установления дипломатических отношений в 1780 году. Однако верительные грамоты Фрэнсиса Дейна так и не были приняты российским судом, и, таким образом, первым Полномочным послом Соединённых Штатов в России был Джон Куинси Адамс, который вручил свои верительные грамоты царю Александру I 5 ноября 1809 года. Посольство США в России просуществовало до 1919 года, когда посол Дэвид Фрэнсис покинул Россию во время Гражданской войны.
Возобновило свою работу в 1933 году уже в СССР и в её новой столице — Москве. Генеральное консульство США в Ленинграде было открыто в 1972 году, в бывшем доходном доме Шрейера, на волне разрядки международной напряжённости. Консульский округ включал десять субъектов РФ, охватывая, помимо Санкт-Петербурга, Архангельскую, Вологодскую, Калининградскую, Ленинградскую, Мурманскую, Новгородскую и Псковскую области, Республику Карелия и Ненецкий автономный округ.
В марте 2018 года в связи с инцидентом в Солсбери власти США объявили, что генеральное консульство Российской Федерации в Сиэтле должно прекратить свою деятельность. В ответ на данные действия Россия приняла решение о закрытии консульства США в Санкт-Петербурге и высылке 60 американских дипломатов из России. 30 марта дипломаты вывезли из здания офисную технику, картины и мебель, а вечером 31 марта — был снят американский флаг.
Генеральное консульство США в Петербурге включало в себя: консульский отдел, политико-экономический отдел, отдел печати и культуры, коммерческую службу США и представительство Министерства сельского хозяйства США.

## Генеральные консулы
| Срок      | Консул               | Прим.  |
| --------- | -------------------- | ------ |
| 2002—2005 | Моррис Хьюз          | [ 7 ]  |
| 2005—2008 | Мэри А. Крюгер       | [ 8 ]  |
| 2008—2011 | Шейла Гволтни        | [ 9 ]  |
| 2011—2014 | Брюс Тёрнер          | [ 10 ] |
| 2014—2015 | Кортни Немрофф и. о. | [ 11 ] |
| 2015—2018 | Томас Лири           | [ 12 ] |